# Marek Duilliusz
Marcus Duillius – trybun ludowy z roku 470 p.n.e. Razem z trybunem ludowym Gnejuszem Sykcjuszem pozwał przed sąd Appiusza Klaudiusza, konsula z roku poprzedniego. Przyczyną pozwu było przeciwstawianie się przez konsula ustawie rolnej w czasie, gdy ten sprawował urząd. Klaudiusz zmarł, zanim postępowanie sądowe się zakończyło.